# Ngoại Nhân Shabbos
Một ngoại nhân Shabbos, ngoại nhân Shabbat hoặc ngoại nhân Shabbes (tiếng Yid: שבת גוי, shabbos goy; tiếng Hebrew: גוי של שבת, Goy Shel shabat) là một dân ngoại giúp việc cho người Do Thái trong ngày Sa-bát, vì người Do Thái bị cấm làm những công việc nhất định (melakha) theo lề luật môn phái Do thái (halakha).

## Thuật ngữ
Thuật ngữ này là sự kết hợp của từ "Shabbos" (שבת) có nghĩa là ngày nghỉ ngơi Sabát, và goy, theo nghĩa đen có nghĩa là "một quốc gia" nhưng theo thông tục có nghĩa là "một cá nhân không phải là người Do Thái" (trong Kinh thánh tiếng Do Thái "goy" có nghĩa đơn giản là " một quốc gia ", nhưng trong tiếng Do Thái Mishnaic nó được dùng với nghĩa" quốc tế ", tức là" một cá nhân phi Do Thái "). "Goyim" là số nhiều nghĩa là các dân ngoại hay những ngoại nhân.

## Sự miêu tả

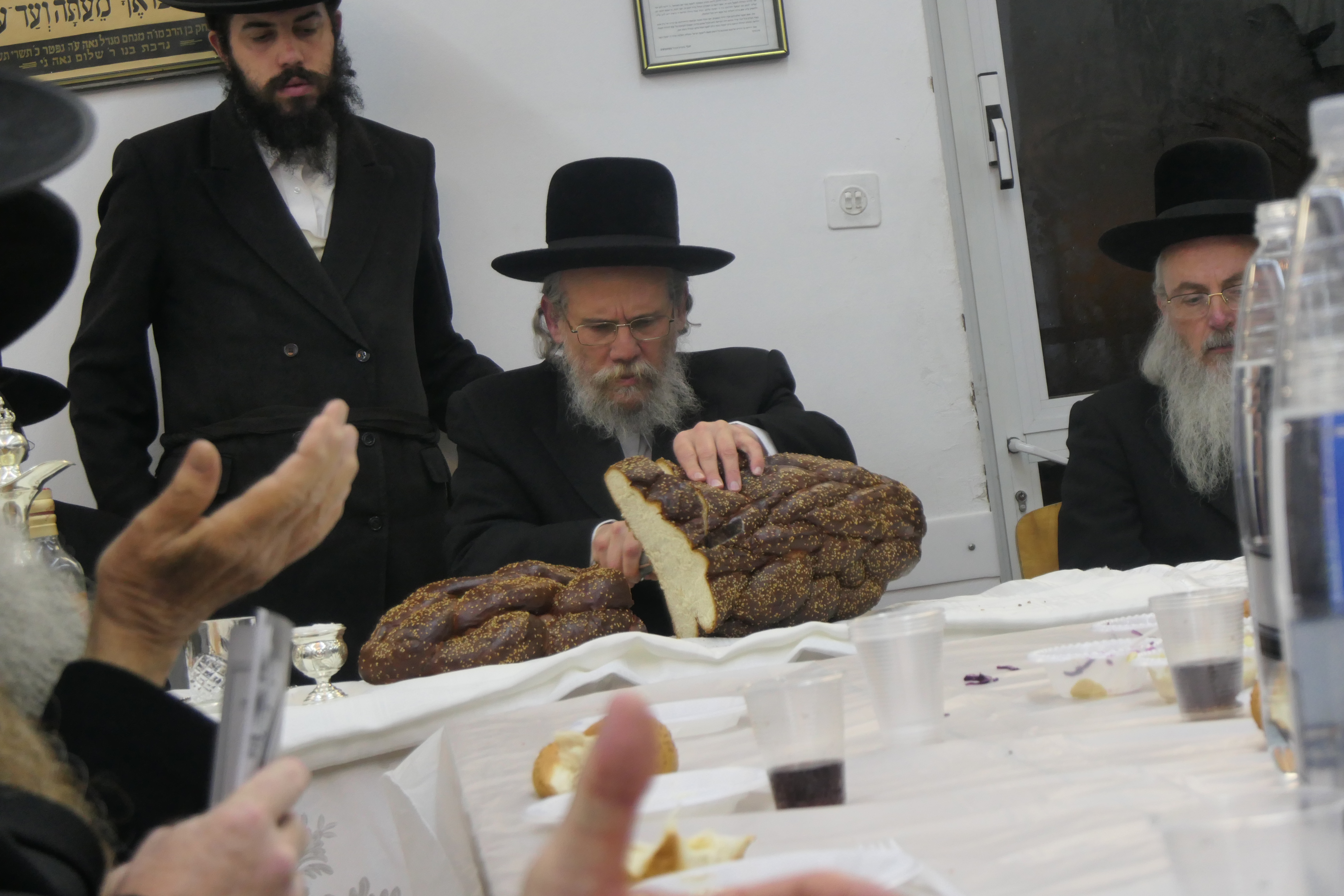
Người Do Thái cắt bánh mì Challah một loại bánh truyền thống Do Thái trong ngày Shabbos

Ngoại nhân Shabbos là một người không phải là người Do Thái thực hiện một số hoạt động mà theo quy luật tôn giáo Do Thái giáo (hay còn gọi là halakha) cấm tuyệt đối một số công việc mà người Do Thái không được làm vào ngày Shabbos.
Theo lề luật Do Thái giáo thì có rất nhiều hạn chế  đã đề ra một số loại công việc bị cấm, chẳng hạn như công việc nhà thầu xây dựng các công trình xây dựng. Các sư phụ Do Thái đề lề luật rằng: hành động của một Do thái nhân khi yêu cầu một ngoại nhân để làm những công việc vào ngày Shabbos thì được coi là phá lệ ngày Shabbos, và điều này thì bị cấm, nhưng trong một số trường hợp đặc biệt, các sư phụ Do Thái đã cho phép sự phá lệ ngày Shabbos bằng cách thuê ngoại nhân Shabbos để giúp việc cho người Do Thái, ví dụ như là hành động sưởi ấm lò sửi vào những ngày mùa đông lạnh giá ở các nước phía bắc lạnh lẽo. Theo lề luật Do Thái thì người Do Thái không được phép yêu cầu Ngoại Nhân Shabbos làm những công việc nguy hiểm đến tính mạng của họ (pikuach nefesh) hoặc trong trường hợp có khả năng gây nguy hiểm đến tính mạng con người(safek pikuach nefesh).
Theo lịch sử ban đầu thì công việc của ngoại nhân Shabbos thường được giao cho một phụ nữ nghèo khó, và tiền đền bù là bánh challah; sau đó, tiền bạc sẽ được gửi trao cho người dân ngoại giúp việc này, mặc dù tiền công không được giao vào ngày Shabbos hoặc không được giao trực tiếp tận tay người giúp việc, lý giải của hành động này là do những hạn chế của luật Do Thái về việc thuê nhân công trong giai đoạn trong ngày Shabbos.
Theo Ronald J. Eisenberg, "Ngày nay do sự phát triển của công nghệ kỹ thuật tính toán điện tử, sự phát triển hiện đại này đã hầu như loại bỏ nhu cầu thuê ngoại nhân Shabbos của người Do Thái, các ngoại nhân Shabbos là những người đã từng đóng vai trò quan trọng trong các cộng đồng Do Thái Đông Âu." 

## Những ví dụ nổi tiếng
Các ngoại nhân Shabbos bao gồm nhà văn Maxim Gorky, Floyd B. Olson, Tổng Thống Hoa Kỳ Harry S. Truman, Peter Hammill, Colin Powell, Mario Cuomo,  Martin Scorsese,  Ralph Branca (lúc đó không biết mình là người Do Thái), Tom Jones, và Elvis Presley  tất cả những người này đã hỗ trợ các hàng xóm láng giềng Do Thái của họ. Tổng Thống Mỹ Barack Obama  khi còn ở thượng viện Illinois, có một người hàng xóm là người Do Thái ở văn phòng, người do thái này đã thuê Obama giúp việc cho người Do Thái.